# Колма (Каліфорнія)
Колма (англ. Colma) — місто (англ. town) в США, в окрузі Сан-Матео штату Каліфорнія. Населення — 1792 особи (2010).

## Географія
Колма розташована за координатами 37°40′36″ пн. ш. 122°27′9″ зх. д. / 37.67667° пн. ш. 122.45250° зх. д. (37.676586, -122.452602).  За даними Бюро перепису населення США в 2010 році місто мало площу 4,94 км², уся площа — суходіл.

## Демографія
Згідно з переписом 2010 року, у місті мешкали 1792 особи в 564 домогосподарствах у складі 423 родин. Густота населення становила 362 особи/км².  Було 586 помешкань (119/км²).
Расовий склад населення:
| - 34,6 % — білих - 34,5 % — азіатів - 3,3 % — чорних або афроамериканців - 0,5 % — вихідців з тихоокеанських островів - 0,4 % — корінних американців - 20,4 % — осіб інших рас |

До двох чи більше рас належало 6,3 %. Частка іспаномовних становила 39,5 % від усіх жителів.
За віковим діапазоном населення розподілялося таким чином: 21,8 % — особи молодші 18 років, 66,8 % — особи у віці 18—64 років, 11,4 % — особи у віці 65 років та старші. Медіана віку мешканця становила 36,4 року. На 100 осіб жіночої статі у місті припадало 92,7 чоловіків;  на 100 жінок у віці від 18 років та старших — 88,9 чоловіків також старших 18 років.
Середній дохід на одне домашнє господарство  становив 95 598 доларів США (медіана — 77 337), а середній дохід на одну сім'ю — 99 890 доларів (медіана — 76 953). Медіана доходів становила 50 921 долар для чоловіків та 42 813 долари для жінок. За межею бідності перебувало 15,3 % осіб, у тому числі 39,5 % дітей у віці до 18 років та 6,9 % осіб у віці 65 років та старших.
Цивільне працевлаштоване населення становило 897 осіб. Основні галузі зайнятості: освіта, охорона здоров'я та соціальна допомога — 24,2 %, науковці, спеціалісти, менеджери — 15,2 %, роздрібна торгівля — 12,5 %, мистецтво, розваги та відпочинок — 11,1 %.